# Kim Ha-neul
Kim Ha-neul (tiếng Hàn: 김하늘; sinh ngày 21 tháng 2 năm 1978), là một nữ diễn viên người Hàn Quốc. Cô bắt đầu sự nghiệp với vai trò là một người mẫu rồi chuyển hướng sang diễn xuất thông qua bộ phim hài kịch lãng mạn My Tutor Friend (2003) và Too Beautiful to Lie (2004), sau đó là phim hành động Bạn gái tôi là điệp viên (2009). Vào năm 2011, Kim đoạt giải Nữ diễn viên xuất sắc nhất tại Giải thưởng điện ảnh Daejong lần thứ 48 và Giải thưởng điện ảnh Rồng Xanh lần thứ 32 thông qua vai diễn của cô tại bộ phim kinh dị Blind. Ngoài ra, cô còn tham gia diễn xuất trong các bộ phim truyền hình như Romance (2002), Phẩm chất quý ông (2012), Sóng gió hậu trường (2008), On the Way to the Airport (2016), Trở lại tuổi 18 (2020).

## Thời nhỏ và cuộc sống cá nhân
Kim Ha-neul sinh ngày 21 tháng 2 năm 1978 tại Seoul, Hàn Quốc. Tên của cô là "Ha-neul" trong tiếng Hàn mang nghĩa là “bầu trời”. Kim là chị cả trong gia đình gồm hai chị em và bố mẹ cô. Cô đã theo học tại Học viện nghệ thuật Seoul.
Kim đã cưới một doanh nhân vào ngày 19 tháng 3 năm 2016. Vào ngày 9 tháng 10 năm 2017, cô thông báo đã mang thai đứa con đầu lòng. Ngày 27 tháng 5 năm 2018, cô đã sinh một bé gái.
Cô là một người theo Công giáo.

## Sự nghiệp

### 1996–2000: Sự nghiệp ban đầu
Kim Ha-neul bắt đầu sự nghiệp người mẫu quảng cáo của cô với nhãn hàng quần áo Storm vào năm 1996. Sau đó cô chuyển qua diễn xuất thông qua bộ phim đầu tay Bye June cùng với Yoo Ji-tae vào năm 1998. Vào năm 1999, cô đóng vai chính trong bộ phim về y khoa Doctor K; bộ phim đã mang về cho cô đề cử giải thưởng đầu tiên trong sự nghiệp diễn xuất. Trong cùng năm đó, cô cũng tham gia diễn xuất trong các bộ phim như Happy Together và Into the Sunlight; ngoài ra cô còn góp mặt trong video âm nhạc "To Heaven" của Jo Sung-mo. Vào năm 2000, cô hợp tác lại với Yoo Ji-tae trong bộ phim tình cảm khoa học viễn tưởng Ditto và trở nên nổi tiếng với vai trò diễn viên của mình.

### 2001–2007: Gia tăng độ phủ sóng
Kim đột phá với vai diễn một thiếu nữ mong manh trong sáng trong bộ phim thể loại melodrama Piano. Đây là bộ phim truyền hình đứng thứ hai trong năm 2001 khi thu về lượng người xem trung bình là 40,2%. Vào năm 2002, cô nhận vai chính trong bộ phim Romance đóng cặp với Kim Jae-won. Với vai diễn này, cô trở thành một ngôi sao mới nổi đã đoạt giải thưởng Top Excellence Award hạng mục diễn xuất. Vào năm 2003, cô nâng tầm trong hàng ngũ diễn viên với diễn nữ sinh đại học được giao kèm cặp một cậu sinh viên ngỗ nghịch cùng tuổi do Kwon Sang-woo thủ vai để cả hai có thể tốt nghiệp cùng nhau trong bộ phim công phá phòng vé My Tutor Friend. Vào năm 2004, Kim nhận vai chính trong bộ phim Too Beautiful to Lie, trong phim cô nhận vai một cựu phạm nhân đóng giả làm vợ chưa cưới của một người đàn ông bị áp lực phải kết hôn bởi gia đình. Thông qua các vai diễn thành công, cô được báo chí Hàn Quốc đặt biệt danh "Nữ hoàng của thể loại phim hài lãng mạn".
Cũng trong năm 2004, cô nhận vai chính trong bộ phim thể loại leo núi Ice Rain, phim kinh dị Dead Friend và phim melodrama Stained Glass. Năm 2006, cô quay lại với thể loại hài lãng mạn quen thuộc với bộ phim Almost Love, hợp tác trở lại với bạn diễn Kwon Sang-woo  của My Tutor Friend; trong phim, cô đóng vai một nữ diễn viên mắc chứng sợ hãi sân khấu. Sau đó, Kim cũng nhận vai chính trong bộ phim Lovers of Six Years..

### 2008–2012: Tiếp tục gia tăng phổ biến
Vào năm 2008, Kim tham gia bộ phim Sóng gió hậu trường do Kim Eun-sook viết kịch bản mang đến cho người xem hậu trường của ngành giải trí. Trong phim, cô đóng vai nữ diễn viên hàng đầu với tính cách kiêu nghạo. Bộ phim đã nâng cao độ nổi tiếng của cô và giúp cô đạt được giải thưởng nữ diễn viên xuất sắc nhất tại lễ trao giải thưởng phim truyền hình Hàn Quốc. Một năm sau, Kim tham gia bộ phim hành động Bạn gái tôi là điệp viên. Bộ phim đã công phá phòng vé Hàn Quốc và mang về vô số đánh giá tích cực về chất lượng.

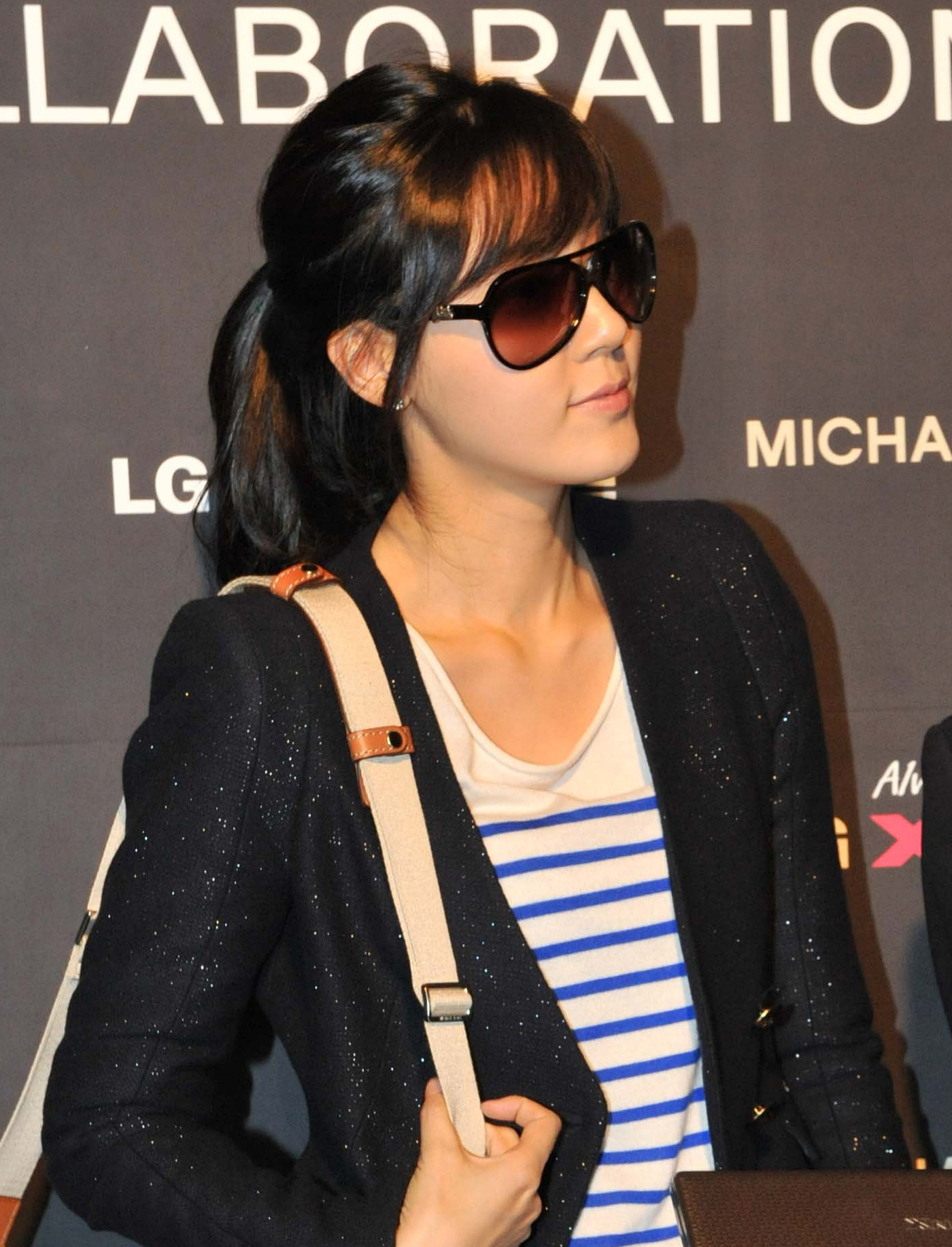
Kim Ha-neul vào tháng 10 năm 2011

 Vào năm 2010, Kim đóng vai một sinh viên y khoa bị giằng xé giữa hai người lính hai bên chiến tuyến của cuộc chiến tranh Triều Tiên trong bộ phim Tuyến đường số 1. Mặc dù được quảng bá rầm rộ cùng với kinh phí lên tới 13 triệu ₩ nhưng bộ phim thu về lượng người xem thấp.

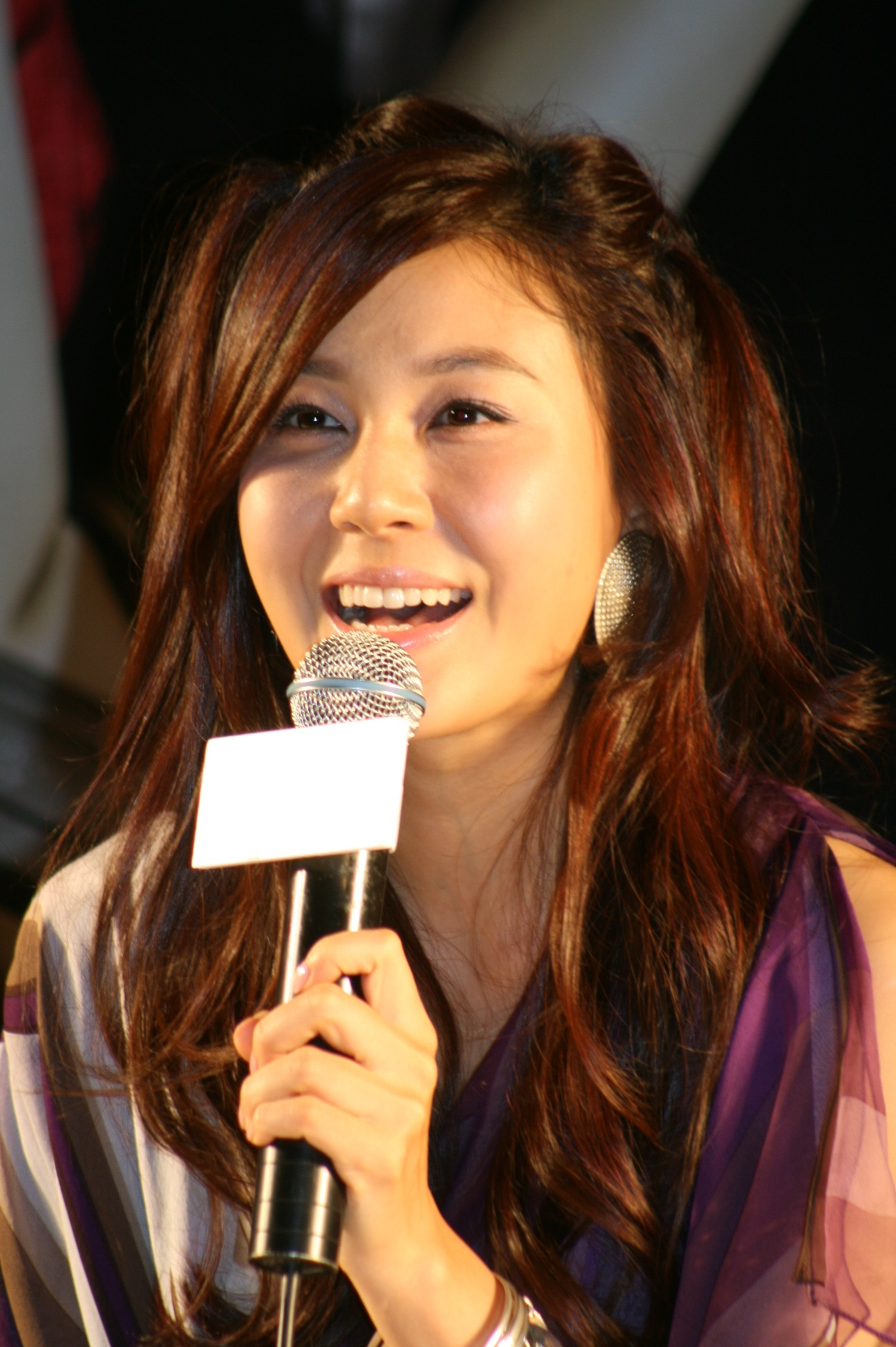
Kim Ha-neul vào năm 2009

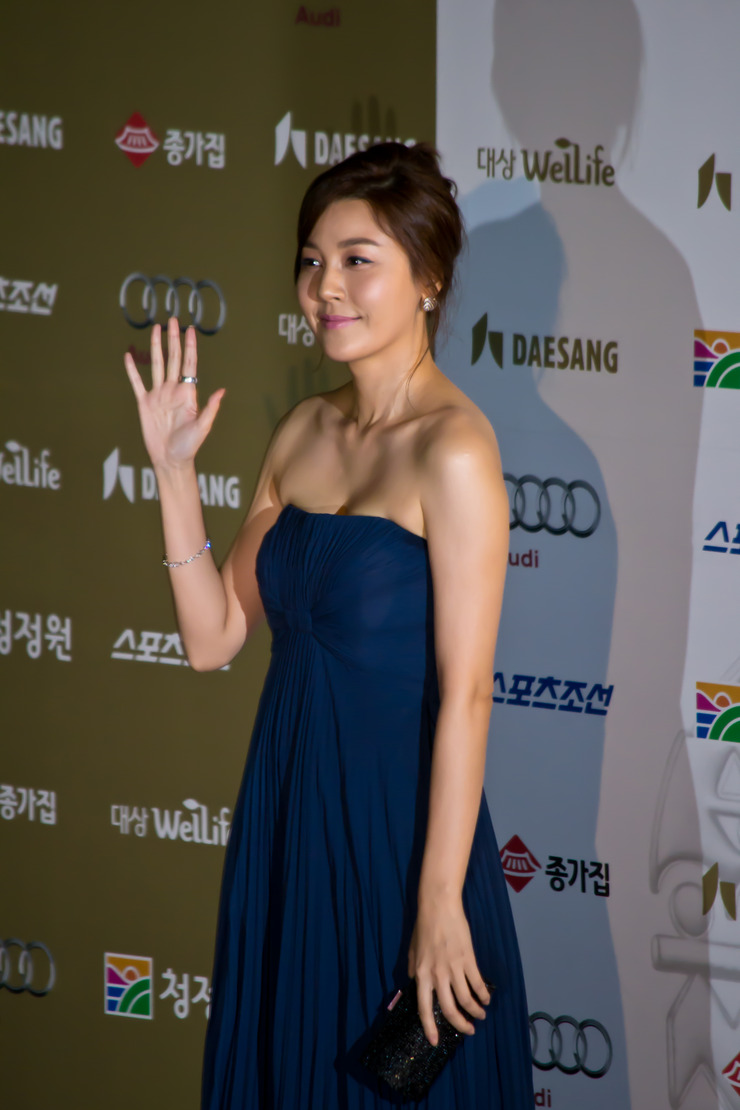
Kim Ha-neul vào năm 2011

Vào năm 2011, Kim trở lại với bộ phim kinh dị Blind với vai diễn một cựu thám tử khiếm thị là nhân chứng của một vụ giết người. Với vai diễn này, cô đã đoạt giải nữ diên viên chính xuất sắc nhất tại lễ trao giải thưởng điện ảnh Daejong và giải thưởng điện ảnh Rồng Xanh. Sau đó, Kim cũng đã tham gia bộ phim rom-com You're My Pet, chuyển thể từ bộ truyện Nhật Bản thể loại josei manga Kimi wa Petto.
Vào năm 2012, Kim trở lại màn ảnh nhỏ với vai diễn giáo viên cấp ba môn đạo đức phải lòng một kiến trúc sư ăn chơi (đóng bởi Jang Dong-gun) trong bộ phim Phẩm chất quý ông. Được thực hiện bởi chính đoàn làm bộ phim Sóng gió hậu trường (biên kịch Kim Eun-sook, đạo diễn Shin Woo-chul), bộ phim xoay quanh cuộc sống tình yêu của bốn người đàn ông trong độ tuổi 40.

### 2015–nay: Trở lại màn ảnh
Vào năm 2015, Kim nhận vai trong bộ phim Trung Quốc đầu tiên của cô với Making Family thuộc thể loại hài lãng mạn cùng Aarif Rahman.
Năm 2016, Kim nhận vai trong bộ phim độc lập được gọi vốn cộng đồng Don't Forget Me cùng với bạn diễn Jung Woo-sung.  Vào tháng 9, cô trở lại màn ảnh nhỏ sau bốn năm với bộ phim thuộc thể loại melodrama On the Way to the Airport cùng với Lee Sang-yoon.

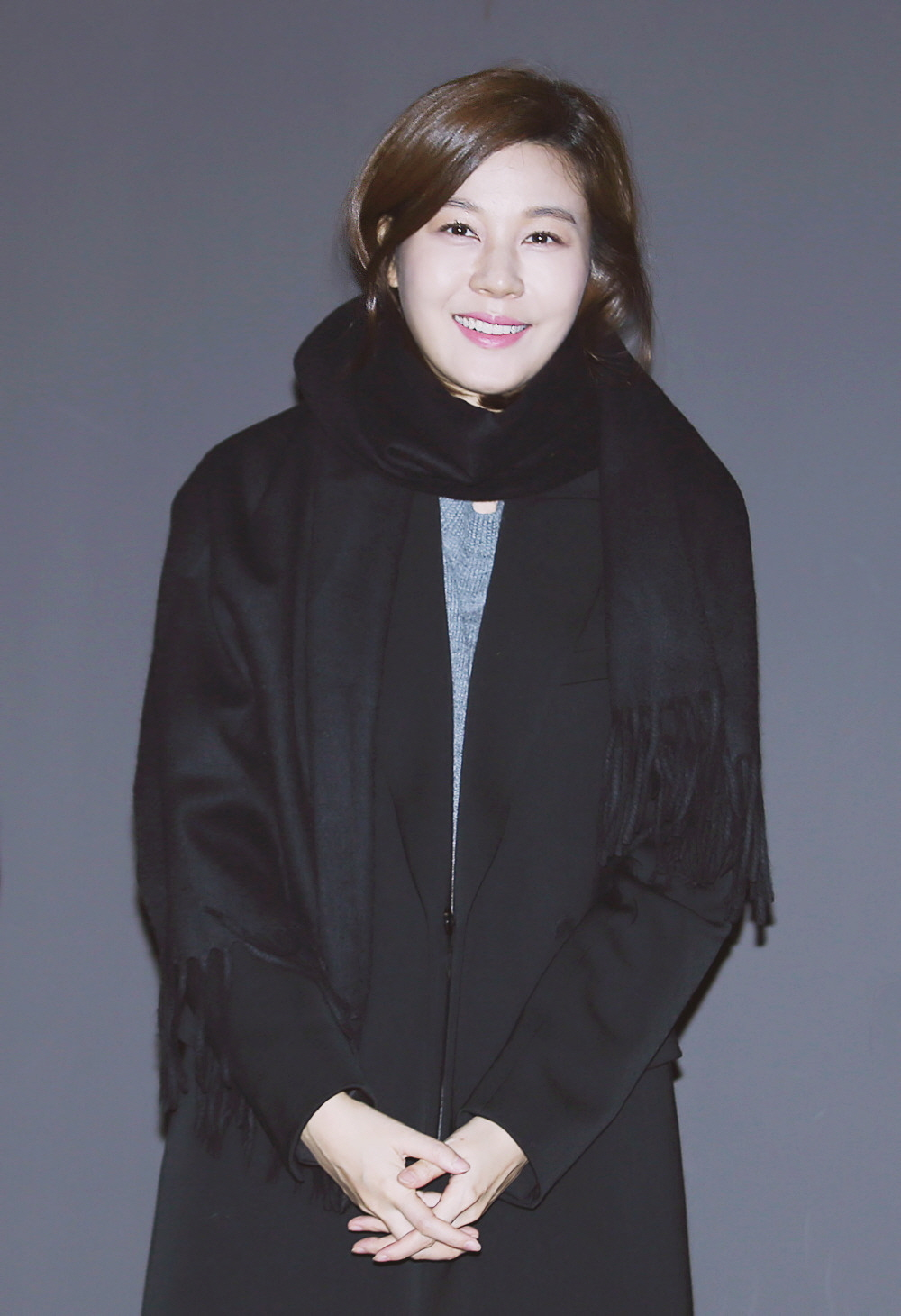
Kim Ha-neul vào năm 2017

Năm 2017, cô nhận vai chính trong bộ phim Misbehavior, với vai diễn một cô giáo bị ghét bỏ tại một trường trung học nam. Sau đó, cô cũng góp mặt với một vai diễn khách mời trong bộ phim Thử thách thần chết: Giữa hai thế giới.
Năm 2019, Kim trở lại màn ảnh nhỏ với bộ phim The Wind Blows phát sóng trên kênh JTBC.
Năm 2020, Kim nhận vai chính trong bộ phim Trở lại tuổi 18, được làm lại từ phim điện ảnh Trở lại tuổi 17 đóng bởi Zac Efron.
Vào tháng 3 năm 2021, Kim ký hợp đồng với IOK Company.

## Danh sách phim

### Phim điện ảnh
| Năm  | Tựa đề                                 | Vai diễn                         |
| ---- | -------------------------------------- | -------------------------------- |
| 1998 | Bye June                               | Yoo Chae-young                   |
| 1999 | Doctor K                               | Oh Sae-yeon                      |
| 2000 | Ditto                                  | Yoon So-eun                      |
| 2003 | My Tutor Friend                        | Choi Su-wan                      |
| 2004 | Ice Rain                               | Kim Kyung-min                    |
| 2004 | Too Beautiful to Lie                   | Joo Young-ju                     |
| 2004 | Dead Friend                            | Min Ji-won                       |
| 2006 | Almost Love                            | Jin Dal-rae                      |
| 2008 | Lovers of Six Years                    | Lee Da-jin                       |
| 2009 | Bạn gái tôi là điệp viên               | Ahn Soo-ji                       |
| 2011 | Blind                                  | Min Soo-ah                       |
| 2011 | You're My Pet                          | Ji Eun-yi                        |
| 2016 | Don't Forget Me                        | Jin-young                        |
| 2016 | Making Family                          | Go Mi-yeon                       |
| 2017 | Misbehavior                            | Park Hyo-joo                     |
| 2017 | Savage Dog                             | Vợ của Steiner                   |
| 2017 | Thử thách thần chết: Giữa hai thế giới | Chúa tể địa ngục của sự phản bội |

### Phim truyền hình
| Năm  | Tựa đề                    | Vai diễn     | Kênh phát sóng |
| ---- | ------------------------- | ------------ | -------------- |
| 1999 | Happy Together            | Jin Soo-ha   | SBS            |
| 1999 | Into the Sunlight         | Kang Soo-bin | MBC            |
| 2000 | Secret                    | Lee Hee-jung | MBC            |
| 2001 | Piano                     | Lee Soo-ah   | SBS            |
| 2002 | Romance                   | Kim Chae-won | MBC            |
| 2004 | Stained Glass             | Shin Ji-soo  | SBS            |
| 2006 | 90 Days, Time to Love     | Go Mi-yeon   | MBC            |
| 2008 | Sóng gió hậu trường       | Oh Seung-ah  | SBS            |
| 2009 | Paradise                  | Mi-kyung     | SBS/TV Asahi   |
| 2010 | Tuyến đường số 1          | Kim Soo-yeon | MBC            |
| 2012 | Phẩm chất quý ông         | Seo Yi-soo   | SBS            |
| 2016 | On the Way to the Airport | Choi Soo-ah  | KBS2           |
| 2019 | The Wind Blows            | Lee Soo-jin  | JTBC           |
| 2020 | Trở lại tuổi 18           | Jung Da-jung | JTBC           |

### Góp mặt trong video âm nhạc
| Năm  | Bài hát        | Nghệ sĩ    |
| ---- | -------------- | ---------- |
| 1998 | "To Heaven"    | Jo Sung-mo |
| 2002 | "Last Promise" | Position   |
| 2009 | "I Was Happy"  | Jo Sung-mo |

## Danh sách đĩa nhạc
| Năm  | Bài hát                              | Nghệ sĩ                                     | Ghi chú                       |
| ---- | ------------------------------------ | ------------------------------------------- | ----------------------------- |
| 2008 | "Sky Love"                           | Kim Ha-neul                                 | Nhạc phim Sóng gió hậu trường |
| 2011 | "Stars in the Night Sky"             | Yang Jung-seung (Kiroy Y) feat. Kim Ha-neul | Đĩa đơn                       |
| 2011 | "Bbuing Bbuing - You're My Pet Song" | Jang Keun-suk và Kim Ha-neul                | Nhạc phim You're My Pet       |
| 2011 | "I Only Look at You"                 | Jang Keun-suk và Kim Ha-neul                | Nhạc phim You're My Pet       |
| 2011 | "Good"                               | Kim Ha-neul                                 | Nhạc phim You're My Pet       |

## Giải thưởng và đề cử
| Năm  | Giải thưởng                                      | Hạng mục                                          | Đề cử                     | Kết quả   | Ref.          |
| ---- | ------------------------------------------------ | ------------------------------------------------- | ------------------------- | --------- | ------------- |
| 1999 | Giải thưởng điện ảnh Rồng Xanh lần thứ 20        | Nữ diễn viên phụ xuất sắc nhất                    | Doctor K                  | Đề cử     |               |
| 2000 | Giải thưởng điện ảnh Rồng Xanh lần thứ 21        | Nữ diễn viên chính xuất sắc nhất                  | Ditto                     | Đề cử     |               |
| 2001 | Chunsa Film Art Awards lần thứ 9                 | Nữ diễn viên mới xuất sắc nhất                    | Ditto                     | Đề cử     |               |
| 2001 | Giải thưởng phim truyền hình SBS                 | Nghệ sĩ được yêu mến                              | Piano                     | Đoạt giải |               |
| 2002 | Giải thưởng phim truyền hình MBC                 | Nữ diễn viên chính xuất sắc nhất                  | Romance                   | Đoạt giải |               |
| 2003 | Giải thưởng Nghệ thuật Baeksang lần thứ 39       | Nữ diễn viên được yêu thích nhất (phim điện ảnh)  | My Tutor Friend           | Đoạt giải |               |
| 2003 | Giải thưởng điện ảnh Rồng Xanh lần thứ 24        | Nữ diễn viên chính xuất sắc nhất                  | My Tutor Friend           | Đề cử     |               |
| 2004 | Giải thưởng điện ảnh Rồng Xanh lần thứ 25        | Nữ diễn viên chính xuất sắc nhất                  | Too Beautiful to Lie      | Đề cử     |               |
| 2004 | Giải thưởng Nghệ thuật Baeksang lần thứ 40       | Nữ diễn viên xuất sắc nhất (phim điện ảnh)        | Too Beautiful to Lie      | Đoạt giải |               |
| 2004 | Giải thưởng điện ảnh Daejong lần thứ 41          | Nữ diễn viên xuất sắc nhất                        | Too Beautiful to Lie      | Đề cử     |               |
| 2008 | Korea Fashion & Design Awards                    | Trang phục đẹp nhất                               | —                         | Đoạt giải |               |
| 2008 | Giải thưởng điện ảnh Rồng Xanh lần thứ 29        | Nghệ sĩ được yêu mến                              | Lovers of Six Years       | Đoạt giải | [ 50 ]        |
| 2008 | Giải thưởng phim truyền hình Hàn Quốc lần thứ 2  | Nữ diễn viên xuất sắc nhất                        | Sóng gió hậu trường       | Đoạt giải | [ 17 ]        |
| 2008 | Giải thưởng phim truyền hình SBS                 | Nữ diễn viên xuất sắc nhất                        | Sóng gió hậu trường       | Đoạt giải |               |
| 2008 | Giải thưởng phim truyền hình SBS                 | Top 10 nghệ sĩ                                    | Sóng gió hậu trường       | Đoạt giải |               |
| 2009 | Giải thưởng điện ảnh Rồng Xanh lần thứ 30        | Nữ diễn viên chính xuất sắc nhất                  | Bạn gái tôi là điệp viên  | Đề cử     |               |
| 2009 | Max Movie Awards lần thứ 7                       | Nữ diễn viên xuất sắc nhất                        | Bạn gái tôi là điệp viên  | Đề cử     |               |
| 2011 | Buil Film Awards lần thứ 20                      | Nữ diễn viên xuất sắc nhất                        | Blind                     | Đề cử     |               |
| 2011 | Giải thưởng điện ảnh Daejong lần thứ 48          | Nữ diễn viên xuất sắc nhất                        | Blind                     | Đoạt giải | [ 27 ] [ 28 ] |
| 2011 | Giải thưởng điện ảnh Rồng Xanh lần thứ 32        | Nữ diễn viên chính xuất sắc nhất                  | Blind                     | Đoạt giải | [ 29 ]        |
| 2012 | K-Drama Star Awards lần thứ 1                    | Nữ diễn viên xuất sắc nhất                        | Phẩm chất quý ông         | Đề cử     |               |
| 2012 | Giải thưởng phim truyền hình SBS                 | Nữ diễn viên phim cuối tuần xuất sắc nhất         | Phẩm chất quý ông         | Đoạt giải | [ 51 ]        |
| 2012 | Giải thưởng phim truyền hình SBS                 | Top 10 nghệ sĩ                                    | Phẩm chất quý ông         | Đoạt giải | [ 51 ]        |
| 2012 | Giải thưởng phim truyền hình SBS                 | Nghệ sĩ được yêu mến                              | Phẩm chất quý ông         | Đoạt giải | [ 51 ]        |
| 2016 | Giải thưởng phim truyền hình KBS                 | Nữ diễn viên xuất sắc nhất                        | On the Way to the Airport | Đoạt giải | [ 52 ]        |
| 2016 | Giải thưởng phim truyền hình KBS                 | Nữ diễn viên xuất sắc nhất hạng mục phim ngắn tập | On the Way to the Airport | Đề cử     | [ 52 ]        |
| 2016 | Giải thưởng phim truyền hình KBS                 | Cặp đôi đẹp nhất với Lee Sang-yoon                | On the Way to the Airport | Đoạt giải | [ 52 ]        |
| 2017 | Giải thưởng Nghệ thuật Baeksang lần thứ 53       | Nữ diễn phim xuất sắc nhất (phim truyền hình)     | On the Way to the Airport | Đề cử     |               |
| 2017 | Giải thưởng Nghệ thuật Baeksang lần thứ 53       | Giải thưởng thời trang InStyle                    | —                         | Đoạt giải |               |
| 2017 | Chunsa Film Art Awards lần thứ 22                | Nữ diễn viên xuất sắc nhất                        | Misbehavior               | Đề cử     |               |
| 2017 | Buil Film Awards lần thứ 26                      | Nữ diễn viên xuất sắc nhất                        | Misbehavior               | Đề cử     |               |
| 2019 | Giải thưởng phim truyền hình Hàn Quốc lần thứ 12 | Nữ diễn viên xuất sắc nhất                        | The Wind Blows            | Đề cử     |               |